# SN 2001ip
SN 2001ip – supernowa typu Ia odkryta 8 grudnia 2001 roku w galaktyce A033113-2750. W momencie odkrycia miała maksymalną jasność 23,80m.